# Luftlinie

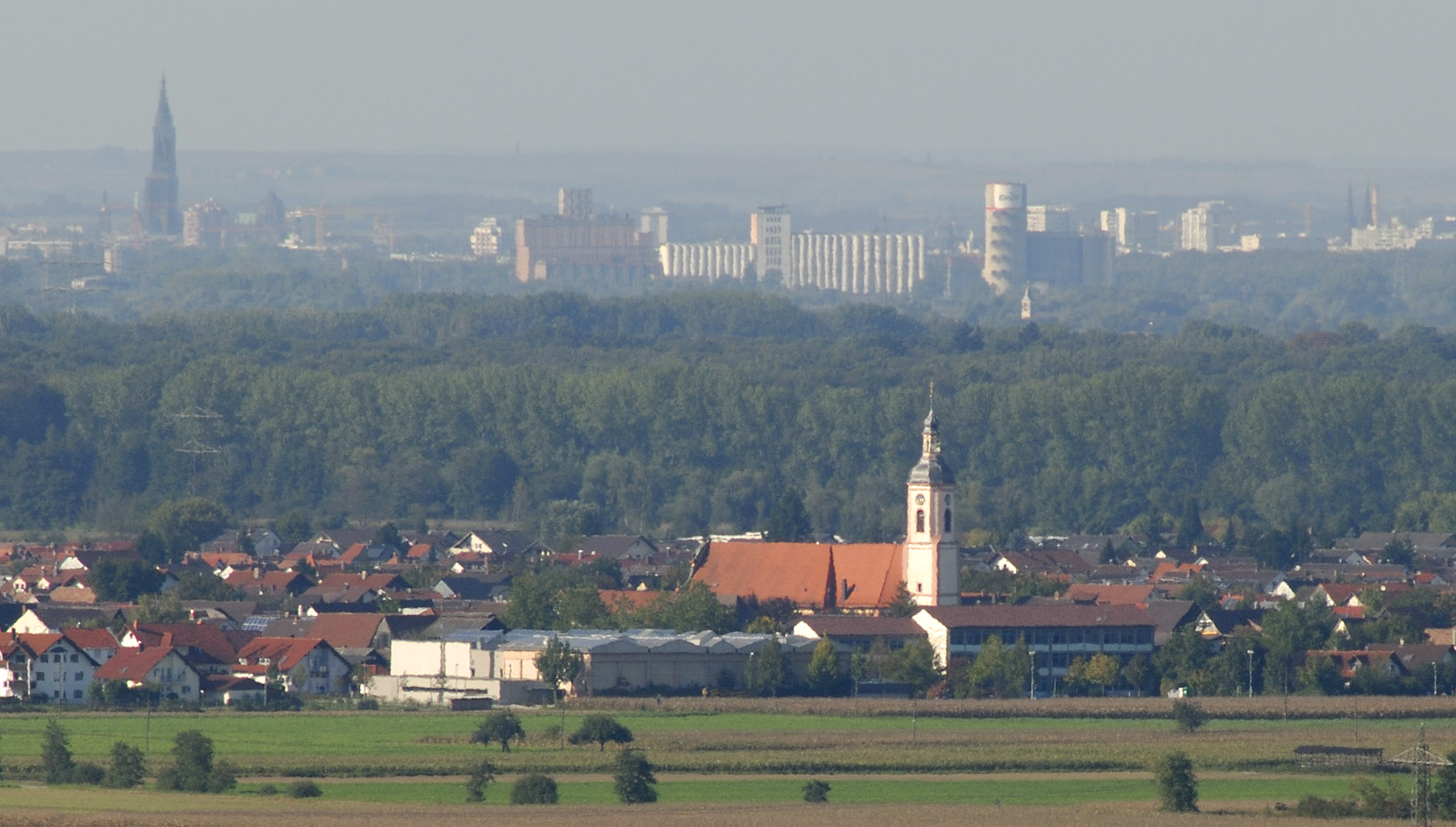
Die Kirchtürme sind etwa 17,5 km Luftlinie voneinander entfernt und durch eine Staatsgrenze getrennt:
vorne rechts die katholische Kirche St. Jakobus in Schutterwald (Deutschland), hinten links das Münster in Straßburg (Frankreich)

Der kürzeste Weg auf der Erdoberfläche zwischen Punkt A und B ist eine Orthodrome.

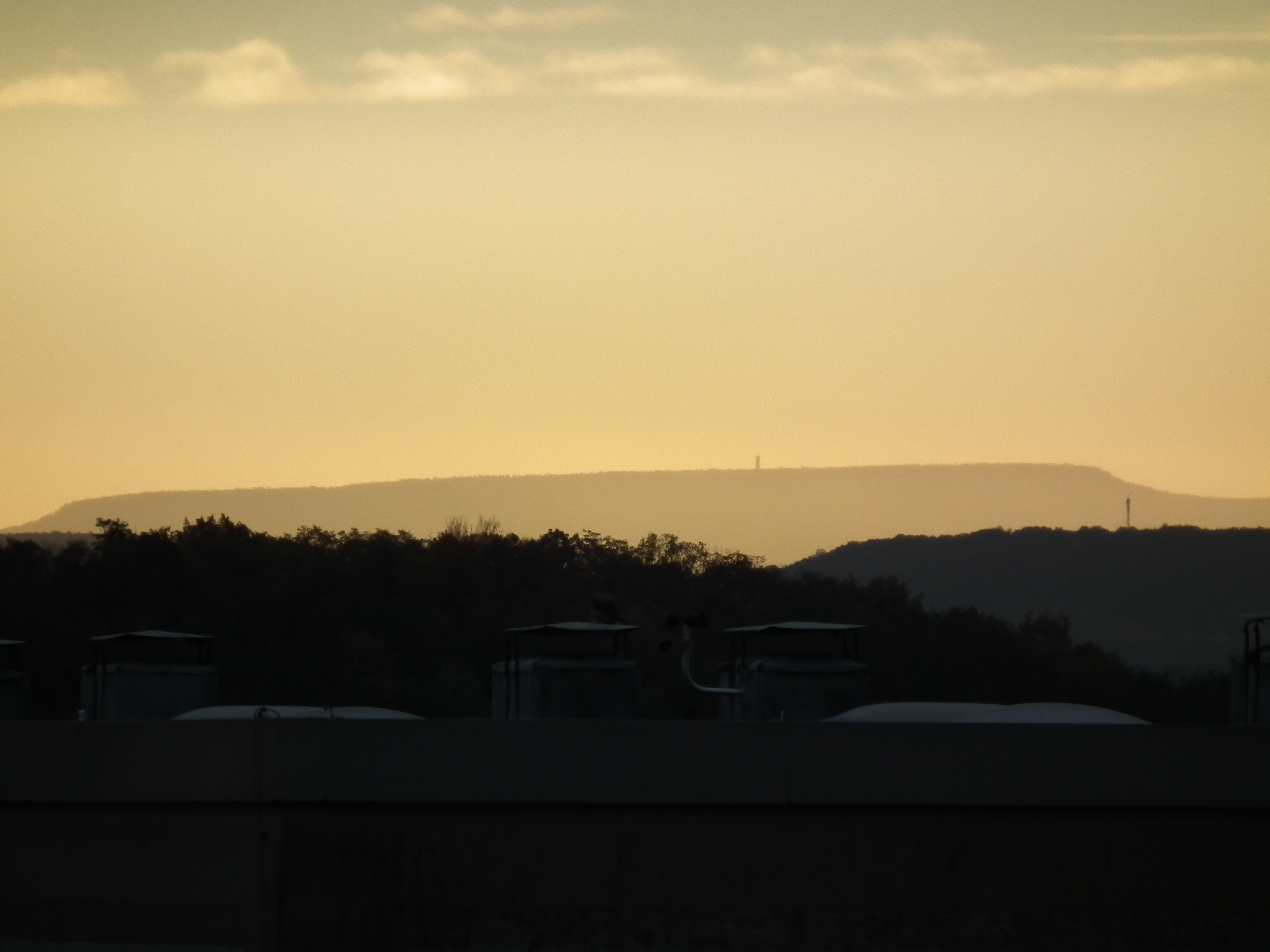
Früh morgens bei klarer Sicht aufgenommen, der Hohe Schneeberg in der Böhmischen Schweiz. Vom Kamerastandort aus in Dresden sind es Luftlinie ca. 53 km. Gut erkennbar auch der 33 m hohe Schneebergturm. Im Vordergrund sieht man den Schuttberg Leuben (links) und die Antenne auf dem Cottaer Spitzberg (rechts).

Als Luftlinie bezeichnet man die kürzeste Entfernung zweier Punkte in der Landschaft über den direkten Luftweg, wenn die beiden Punkte in Sichtverbindung liegen. In diesem Fall handelt es sich bei der Luftlinie also um eine Strecke (die gegebenenfalls auch größere Höhenunterschiede im Gelände überwindet, beispielsweise in den Bergen).
Ist die Sichtverbindung durch ein Hindernis, z. B. ein Gebäude oder einen Berg, unterbrochen, so entspricht die Luftlinie der Entfernung zwischen den beiden Punkten, wenn das Hindernis nicht vorhanden wäre.
Bei größeren Entfernungen lässt die Luftlinie die Geländekontur – also Erhebungen, Täler und Höhenunterschiede – unberücksichtigt, bezieht jedoch die Kugelgestalt der Erde mit ein. In diesem Fall verläuft die Luftlinie „horizontal“ und folgt der Erdkrümmung; mathematisch betrachtet entspricht die Luftlinie hier also einem Kreisbogen, der auf einem Großkreis um den Erdmittelpunkt liegt (vergleiche sphärische Trigonometrie). Bei der Projektion solcher Strecken auf ebene Karten entstehen im Allgemeinen keine Geraden mehr, sondern Kurven, die aber immer noch den kürzesten Abstand zwischen zwei Punkten repräsentieren. So verläuft die Luftlinie zwischen New York und Berlin beispielsweise durch Schottland. In der Geometrie und der Navigation spricht man daher präziser von der Orthodrome statt von einer Luftlinie.
Beim Segeln wird gern der Loxodrome statt der Orthodrome der Vorzug gegeben: die Loxodrome zeichnet sich dadurch aus, dass sich der Peilwinkel zum Ziel nicht ändert.
Eine Kartenprojektion, bei der Großkreise (und damit die Luftlinien zwischen zwei Punkten) stets als Geraden abgebildet werden, ist die gnomonische Projektion.

## Berechnung für die Erdkugel
Die Erde kann in guter Näherung als eine Kugel betrachtet werden. Zur Vereinfachung kann der Radius der Kugel als Eins angenommen werden. Aus der geografischen Breite {\displaystyle \varphi } und der geografischen Länge {\displaystyle \lambda } eines Punktes {\displaystyle P} errechnen sich die kartesischen Koordinaten {\displaystyle (x,y,z)} – mit der {\displaystyle z}-Achse in Richtung der Erdachse – mit Hilfe der trigonometrischen Funktionen Sinus und Kosinus:
{\displaystyle (x,y,z)=(\cos(\varphi )\cdot \sin(\lambda ),\cos(\varphi )\cdot \cos(\lambda ),\sin(\varphi ))}
Ein weiterer Punkt {\displaystyle P'} auf der Erdkugel hat analog die Koordinaten
{\displaystyle (x',y',z')=(\cos(\varphi ')\cdot \sin(\lambda '),\cos(\varphi ')\cdot \cos(\lambda '),\sin(\varphi '))}
Zunächst kann mit dem Satz des Pythagoras der euklidische Abstand der beiden Punkte im dreidimensionalen Raum berechnet werden (dies ist nicht die Luftlinie, sondern die Länge der Strecke, die durch die Erdkugel führt):
{\displaystyle d(P,P')={\sqrt {(x-x')^{2}+(y-y')^{2}+(z-z')^{2}}}}
Zu jedem Punkt dieser Strecke existiert ein Lot, das senkrecht auf der Erdoberfläche steht (dort ist ein Punkt der Orthodrome) und folglich durch den Erdmittelpunkt geht. Alle Punkte eines solchen Lotes haben dieselben geografischen Koordinaten, aber einen unterschiedlichen Radius (Abstand vom Erdmittelpunkt). Wenn man als Radius jeweils den Erdradius {\displaystyle R} verwendet, lassen sich die geografischen Koordinaten zu jedem Punkt der Orthodrome berechnen.
Aus dem Abstand {\displaystyle d} und dem Erdradius lässt sich nun der Öffnungswinkel {\displaystyle \omega } berechnen:
{\displaystyle \sin(\omega /2)={\frac {d/2}{R}}\qquad \Rightarrow \omega =2\cdot \arcsin \left({\frac {d/2}{R}}\right)}
Alternativ kann der Öffnungswinkel mit dem Skalarprodukt berechnet werden:
{\displaystyle \cos(\omega )={\frac {{\vec {a}}\cdot {\vec {b}}}{|{\vec {a}}||{\vec {b}}|}}={\frac {x*x'+y*y'+z*z'}{{\sqrt {x^{2}+y^{2}+z^{2}}}{\sqrt {x'^{2}+y'^{2}+z'^{2}}}}}}, da {\displaystyle |{\vec {a}}|=|{\vec {b}}|=1} vereinfacht sich die Gleichung.
{\displaystyle \Rightarrow \omega =\arccos \left(x*x'+y*y'+z*z'\right)}
Alternativ kann der Öffnungswinkel auch direkt aus den geographischen Koordinaten berechnet werden:
{\displaystyle \cos(\omega )=\cos(\varphi )\cdot \cos(\varphi ')\cdot \cos(\lambda -\lambda ')+\sin(\varphi )\cdot \sin(\varphi ')\qquad \Rightarrow \omega =\arccos \,(\dots )}
Die gesuchte Luftlinie {\displaystyle L} ist als Länge des Bogens nun der Öffnungswinkel im Bogenmaß multipliziert mit dem Erdradius:
{\displaystyle L=\omega \cdot R}
In gleicher Weise kann auch der scheinbare Abstand im Bogenmaß zweier Sterne mit gegebener Deklination und Rektaszension berechnet werden.